# 소포체 관련 단백질 분해

소포체 관련 단백질 분해는 소포체에서 여러 가지 단백질 분해 경로들 중 하나이다.

소포체 관련 단백질 분해(小胞體關聯蛋白質分解, 영어: endoplasmic-reticulum-associated protein degradation, ERAD)는 유비퀴틴화 및 프로테아좀이라고 불리는 단백질 분해 복합체에 의한 후속적인 분해를 위해 소포체의 잘못 접혀진 단백질을 표적으로 하는 세포 경로를 지칭한다.

## 같이 보기
- 유비퀴틴화
- 프로테아좀